# Cristiano Banti
Cristiano Banti (Santa Croce sull'Arno, 4 de enero de 1824–Montemurlo, 4 de diciembre de 1904) fue un pintor y fotógrafo italiano, adscrito al grupo de los macchiaioli. 

## Biografía

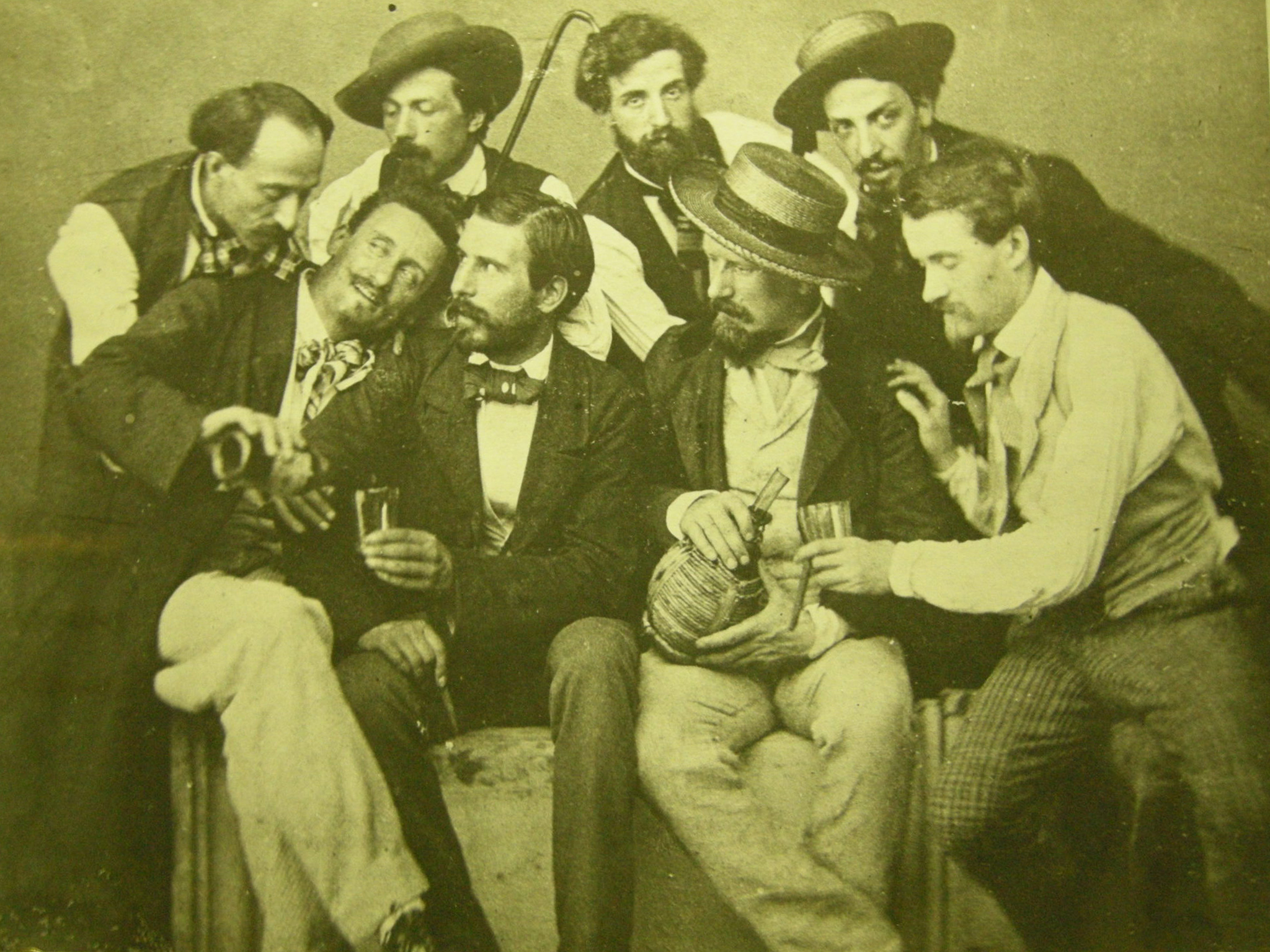
Los macchiaioli en el Caffè Michelangiolo, foto de 1856. Banti es el tercero desde la izquierda de la parte de arriba

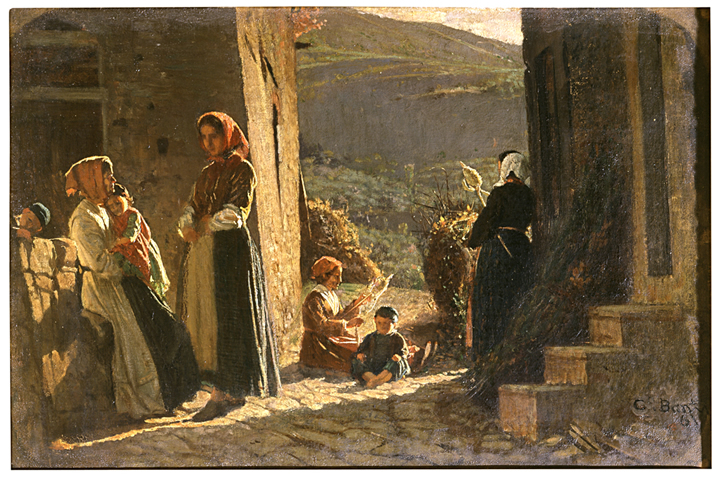
Reunión de campesinas (1861), Galleria d'Arte Moderna di Palazzo Pitti, Florencia

De familia acomodada, estudió en la Academia de Bellas Artes de Siena entre 1842 y 1850.
 Se instaló en Florencia en 1850, donde se sumó al círculo del Caffè Michelangiolo, el centro de reunión del grupo pictórico de los macchiaioli (en italiano «manchistas» o «manchadores»), surgido en Florencia en 1855 y activo aproximadamente hasta 1870. En su génesis se encontraba el rechazo a la pintura académica y al panorama artístico de la Italia de su época, frente al que defendían una nueva técnica basada en las manchas de color, que según ellos creaban unas «impresiones» espontáneas e inmediatas de la realidad visual. Es por ello que numerosos historiadores los califican de «protoimpresionistas», aunque su estilo enfatiza más la solidez de las formas frente a los efectos lumínicos de los antecesores del impresionismo, al tiempo que su obra tiene un contenido más literario.
Entre 1860 y 1861 pasó varias estancias pintando al aire libre en Liguria y Toscana. También acogió a sus amigos en sus fincas de Montesorli y Montemurlo, cerca de Florencia. En 1861 viajó a París con Vincenzo Cabianca y Telemaco Signorini, y a lo largo de los años 1870 viajó varias veces a París y Londres. En 1884 fue nombrado profesor de la Academia de Bellas Artes de Florencia y miembro de la comisión organizadora del Museo degli Uffizi.
Banti fue quizá el miembro del grupo más conservador artísticamente hablando, y empleó con prudencia la técnica de los macchiaioli, centrándose más en la transparencia lumínica y en la finura del empaste que no en los violentos claroscuros manchistas.
Coleccionó numerosas obras de sus compañeros, que su nieta donó en 1955 al Palazzo Pitti.